# Ouéléni
Ouéléni ist sowohl eine Gemeinde (französisch commune rurale) als auch ein dasselbe Gebiet umfassendes Departement im westafrikanischen Staat Burkina Faso, in der Region Cascades und der Provinz Léraba. Die Gemeinde hat in 15 Dörfern 12.130 Einwohner.